# Šintoistički hram
Šintoistički hram ili svetište (神社, じんじゃ- đinđa) je sveto šintoističko zdanje u kojem je smješten gošintai, sveti predmet za koji se vjeruje da je prebivalište duha kamija, šintoističkog božanstva, duha koji se nalazi u prirodnim pojavama, životinjama, pa čak i precima. Procjenjuje se da postoji oko 100.000 hramova u Japanu.

## Povijest hramova
U drevno vrijeme šintoizma, žitelji japanskih sela su sazivali zborove na kojima bi tražili savjete kamija posredstvom joriširoa (依り代, よりしろ), predmeta ili osobe koja može poslužiti kao domaćin za dušu kamija. Pošto duša kamija, zvana tama (たま) nastani dotični predmet, taj predmet postaje gošintai, a ako kami opsjedne čovjeka, taj čovjek postaje jorimaši (憑坐, よりまし) ili kamigakari (神懸り, 神憑, かみがかり). Ovi sabori priređivani su na tihim mjestima na planini ili u šumi, na proplancima ili u pećinama, uglavnom pored neljudskih joriširoa, jer drevni šintoizam nije imao stalna zdanja hramova. Tek kasnije, ova sveta mjesta gdje su se ljudi spajali s kamijima vremenom prerastaju u hramove. Neka svetišta i dan danas imaju drevne joriširoe na svom tlu, obično drveće ili stijene ukrašene užetom šimanavom. Japanci su često odlazili na ta mjesta na hodočašće, donoseći u svoje domove predmete s tih svetih mjesta ili neku umjetnost vezanu za njih. Ova tekovina postoji i danas.
Prve šintoističke građevine pojavile su se onda kada se pojavila potreba za prizivanjem kamija na određena mjesta kako bi ih blagoslivljali, tj. s razvojem poljoprivrede. To su bile jednostavne kolibe koje su trebale poslužiti kao privremeno prebivalište kamija, obično tijekom žetve, kako bi kami mogao pomagati i štiti ljude dok rade. Kasnije, mali, rani primjerci hramova počeli su se graditi i na drugim mjestima, i to najčešće na vrhovima gora, za koje se najviše vjerovalo da su gošintai. Shodno tome, nije bilo nužnosti za oslikavanjem gošintaija, te rana svetišta nisu ni imala slikovne predstave kamija ili njihovih gošintaija.
Prvi stalni hramovi počeli su se graditi s dolaskom budizma iz Kine preko korejskih doseljenika. Budizam nije potisnuo domaći šinto, niti se sukobio s njim, već su se dvije vjere uspjele prožeti i postići suživot. Ova stalna svetišta zvala su se đinguđi (神宮寺, じんぐじ) i sadržavala su budistički hram, oteru, i šintoističko svetište, đinđu, a razlog za ovo spajanje je bio taj što su tada Japanci počeli vjerovati da su i kamiji podložni karmi, te da i oni također trebaju postići prosvjetljenje i spasenje od ponovne reinkarnacije samsara što je cilj budizma. Budistički hramovi trebali su pomoći i kamijima u dostizanju tog cilja. Malo je bilo nezavisnih šintoističkih svetišta u to vrijeme. Jedan od rijetkih takvih bio je Ise, hram posvećen japanskoj boginji sunca, Amaterasu. Hram Ise je danas jedan od najpoznatijih i najsvetijih hramova.
Šintoizam i budizam nastavili su da se približavaju i prožimaju, sve do točke kada je jedno zdanje služilo i za šintoističke i budističke službe. No, u doba Tokugava šogunata, počela se javljati izvjesna netrpeljivost prema budizmu, i sve veća sklonost ka čistom šintoizmu. U periodu Meidži, vlada je donijela odluke kojima je službeno razdijelila šintoističke i budističke hramove i počela progoniti sve što je budističko, što je znatno škodilo japanskom naslijeđu. Budističke knjige su spaljivane, pojmovi zabranjivani, zemlja plijenjena. Ovakvo ponašanje je trajalo izvjesno vrijeme.
Ipak, ova velenaklonost šintoizmu i netrpeljivost prema budizmu, kao i težnja ka oštrom razdvajanju spomenuta dva su splasnuli, i stvari su se manje-više vratile na staro. Tako danas mnogi šintoistički hramovi u sebi sadrže 
budističke predmete, kao što budistički hramovi na svom zemljištu imaju mala šinto svetišta u čast kamiju tog okruga.

## Sastav hrama
Ulaz na tlo hrama ovjenčan je torijem, posebnim lukom ili užetom šimanavom, koji služe kao spona između duhovnog i običnog sveta. Nerijetko se iza torija na zemljištu hrama nalazi kameno stepenište, koje se nastavlja kao kamena staza (sando) do samog svetišta. Prva građevina na ovome putu je ćozuja, koja služi za pranje ruku i usta, prvi obred pročišćavanja na putu ka hramu. Za šintoizam je veoma bitan pojam duhovne i tjelesne čistote, stoga postoji mnoštvo obreda pročišćavanja. Više značaja se pridaje duhovnoj čistoći, ali se vodi računa i o tjelesnoj, pošto se vjeruje da je čistoća odlika božanstava. Na putu se može naići na još nekoliko torija, a pored staze se nerijetko mogu naći kamene svjetiljke (toro) i lavopsi, spomenici porijeklom iz Koreje koji podsjećaju na lavove (komainu), koji čuvaju sveto tlo od zla. Obično jedan komainu ima otvorena usta, kako bi zaplašio i otjerao demone, a drugi zatvorena, kako bi zadržao i čuvao dobre duhove. Putevi se ponekad krase i sađenjem drvoreda, a pored staze se može naći i drvena ploča na kojoj su ispisana imena dobrotvora dotičnog svetišta.
U samom hramu se nalaze šamušo, svećeničke poslovnice, gdje ljudi odlaze tražiti usluge od svećenika, poput vršenja rituala. Glavna vjerska zdanja hrama su:
- Heiden ili Kagura-den, dvorana darova, u kojoj se vrše obredi za neke od bitnijih životnih dešavanja poput predstavljanja novorođenčeta božanstvu i moljenju istoga za zaštitu djeteta. Molitelji u ovoj prostoriji obično božanstvu pružaju sitnije darove, a izvode se i plesovi i sviraju pjesme koje su ugodne božanstvu.
- Haiden, dvorana obožavanja, je mjesto u kojem se vrše značajniji obredi i božanstvu nude darovi kao što je sake i riža, također uz ples i pjesmu. Ova dvorana je, kao i druge u hramu, napravljena od najljepšeg drveta. Predmeti obožavanja koji se mogu naći u haidenu su štapić za purifikaciju (haraiguši), oltari, ponude sakea i velike kese riže, kao i bubnjevi, čijim udaranjem se označava završetak šintoističkog rituala. Svi ovi predmeti se nalaze u što manjem broju i količini, kako ne bi narušili ljepotu i jednostavnost dvorane.
- Honden, dvorana božanstva, je najsitnija zgrada hrama, no u njoj se drži najsvetiji od svih predmeta, gošintai.Religions of the World, Shinto, George Wiliams, California State University, 2005. Vrata dvorane božanstva se otvaraju samo tijekom određenih praznika kako bi svećenici i posjetioci hrama mogli općiti s dotičnim božanstvom. No, sam gošintai se nikada ne otkriva. Čak i tijekom tih praznika se izlaže prekriven tkaninom, odajući tako dojam tajanstvenosti.

## Gošintai
Gošintai (御神体、ごしんたい) ili samo šintai (神体 しんたい） se može prevesti kao sveto tijelo božanstva odnosno kamija, i to je zapravo sveti predmet za koji se vjeruje da služi kao prebivalište za dušu (たま, tama) božanstva. Običnom čovjeku je zabranjeno da vidi ovaj predmet, te samo svećenici najviših činova imaju dozvolu da vide i da se brinu o ovim predmetima smještenim u samom srcu šinto hrama, u dvorani božanstva, hondenu, prekrivenim tkaninom. Iako, ponekad je čak i njima zabranjeno da vide ove najsvetije predmete, te se godinama obmotavaju u sve više slojeva tkanine, i polažu u sve više kovčežića, poput egipatskog sarkofaga, da se ponekad čak i zaboravi koji je šintai zapravo predmet. Šintai može biti prirodan ili umjetni predmet, te tako može biti mali kamen, prut, mač, ogledalo, nakit, lutka, no može biti i mnogo većih razmjera. Nerijetko je šintai također i drvo, vodopad, stijena, pa čak i sama gora. Najpoznatiji i najveći šintai je planina Fuji.
Također, svaki čovjek je mogući šintai, odnosno rokuširo. No, samo određeni ljudi biraju da dopuste kamijima da zaposjednu njihovo tijelo. Ljudski šintai se zove jorimaši ili kamigakari, i tu ulogu obično vrše šinto svećenici, ali i jokozuna, vrhovni sumo hrvač Japana, koga krasi šimanava, uže od rižine slame koje odbija zle duhove od njega.
Usprkos značenju riječi, šintai nije tijelo kamija, već sredstvo pomoću kojeg božanstvo stupa u dodir s čovječanstvom, privremeno boravište njegovog duha prilikom općenja s ljudima, odnosno njihovog obožavanja.
Jedino vrijeme kada se šintai vadi iz hondena jest tokom macurija tj. praznika, i tada se polaže u mikoši, privremeni prenosivi hram, i dalje van vida, i tada se pronosi kroz ulice.

## Kamidana
S vremenom, čak su se i u kućama Japanaca počela izrađivati mala svetišta u kojima se obitelji mole božanstvima i preminulim precima za dobrobit svojih ukućana. Ova mala domaća svetišta zovu se kamidana (かみだな) ili božja polica, jer se na njima nalaze gošintai s dijelom podijeljene duše božanstva iz okolnog hrama. Šimenava podsjeća da je ovo sveto mjesto. Mogu se naći i amajlije donijete iz posjete hramovima, ili predmeti donijeti s nekog prirodnog gošintaija, recimo planine. No, najčešće se u kamidanu polaže kružno ogledalo. U vazama na kamidani je poželjno da se nađu sakaki grane, svete za kamija, iako se kao zamjena može koristiti lijepo cvijeće u saksiji ili buketu. Kamidana treba biti uredna, čista i prelijepa, kao i sva sveta mjesta.
Domaće obožavanje kamija prilično je slično obožavanju u šinto hramu. Nakon pranja ruku, članovi obitelji prizivaju kamija i mole mu se, darujući mu skromne poklone poput malo hrane (obično voćka ili malo riže), tekućine (voda ili sake) ili cvijeća.
Odavanje počasti precima treba se raditi svakodnevno, ali naročito na posebne godišnjice preminulog, kao i u vremena kada se obitelj bori s poteškoćama ili nešto proslavlja. Njima se također posvećuju molitve, prinose ponude vode, sakea, male količine soli, pirinča, povrća ili kuhane hrane. Sviježe cvijeće se može također stavljati na oltar.

## Najpoznatiji hramovi
Hram Ise je povijesno najznačajniji hram u Japanu i nalazi se u Mie prefekturi. Posvećen je boginji Amaterasu, za koju se smatra da je božanski predak vladara, i samim tim je Ise obiteljski hram vladarske obitelji. Međutim, Ise je posvećen samo vladaru, pa je tako čak i majci vladara, ženi i baki bila potrebna njegova dozvola da bi ušle u hram. Svaki Japanac teži da barem jednom u svom životu posjeti ovaj prelijepi hram.
Hram Izumo Taiša je vrlo star i ne zna se datum kada je nastao. Lokacija mu je u Šimane prefekturi. Za ovaj hram su vezani mnogi popularni mitovi. Kami koji je vezan za Izumo Taiša je Okuninuši i postoji vjerovanje da se svakog listopada svi japanski bogovi okupljaju u ovom hramu. Zbog ovog vjerovanja, mjesec listopad je znan i kao 'mjesec bez bogova' (Kanazuki), dok je u ovom hramu znan kao 'mjesec s bogovima'(Kamiarizuki).
Fušimi Inari Taiša je glavni hram najveće mreže hramova u Japanu, koja ima više od 32 000 članova. Nalazi se u Kiotu i u njemu se od osmog stoljeća obožava Inari Okami, kami lisica, sakea, fertiliteta, industrije i uspjeha uopće. Ovaj hram se nalazi u podnožju planine Inari i od njega idu staze ka mnogim manjim hramovima na planini.
Hram Icukušima je zajedno s Munakata Taišom, glavni hram Munakata mreže hramova. Poznat je po svom toriju koji se uzdiže iz vode i pod zaštitom je UNESCO svjetskog nasljeđa. Posvećen je trima kćerima Susano no mikoto, kamija mora i oluja i brata boginje Amaterasu.
Hram Usa nalazi se u Oita prefekturi, i zajedno s Ivašimizu Haćiman-gu čini glavni hram Haćiman mreže hramova. Lociran je na vrhu planine Otokojama, i posvećen vladaru Ođinu, njegovoj majci i ženskom kamiju Hime no Okami.

## Vanjske poveznice
- Encyclopedia of Shinto  Arhivirana inačica izvorne stranice od 3. travnja 2009. (Wayback Machine), Kokugakuin University}-
- Jinja and Shinto, site of the Shinto Online Network Association}-
- Jinja Honchō, the Association of Shinto Shrines}-